# Gallipienzo
Gallipienzo (baskisch Galipentzu) ist ein Ort und eine Gemeinde (municipio) mit nur noch 98 Einwohnern (Stand: 2024) in der autonomen Gemeinschaft Navarra im Norden von Spanien. Der Ort besteht aus einem alten und nahezu verlassenen alten Ortskern und einem neuen Ortsteil (Gallipienzo Nuevo).

## Lage und Klima
Der alte Ort Gallipienzo liegt auf einer Anhöhe oberhalb des Río Aragón in ca. 500 m Höhe und ist ca. 57 km (Fahrtstrecke) in südöstlicher Richtung von der Regionalhauptstadt Pamplona entfernt; der neue Ortsteil befindet sich ca. 1 km (Luftlinie) nordöstlich und liegt gut 100 m tiefer. Das Klima ist gemäßigt bis warm; Regen (ca. 790 mm/Jahr) fällt übers Jahr verteilt.

## Bevölkerungsentwicklung
| Jahr      | 1857 | 1900 | 1950 | 2000 | 2017 |
| Einwohner | 694  | 748  | 568  | 160  | 99   |

Die Mechanisierung der Landwirtschaft, die Aufgabe bäuerlicher Kleinbetriebe und der daraus resultierende Verlust an Arbeitsplätzen haben seit der Mitte des 20. Jahrhunderts zu einem deutlichen Rückgang der Bevölkerung geführt (Landflucht).

## Wirtschaft
Gallipienzo ist traditionell landwirtschaftlich orientiert, aber auch Handwerker und Dienstleister hatten sich im Ort niedergelassen; sie sind jedoch in den letzten Jahrzehnten des 20. Jahrhunderts allesamt verschwunden. Der Tourismus in Form der Vermietung von Ferienwohnungen (casas rurales) spielt nur eine geringe wirtschaftliche Rolle.

## Geschichte
Keltische, römische, westgotische und selbst maurische Spuren wurden bislang nicht entdeckt. Ende des 11. Jahrhunderts unternahm Peter I. von Aragón (reg. 1094–1104) einen Versuch zur Rückeroberung (reconquista) der Gegend, doch erst König Alfons II. war um das Jahr 1165 erfolgreich. In den 1170er Jahren war die Gegend zwischen den Königreichen Kastilien und Aragón umstritten. Von 1366 bis 1843 gehörte Gallipienzu zur historischen Comarca Valle de Aibar.

## Sehenswürdigkeiten

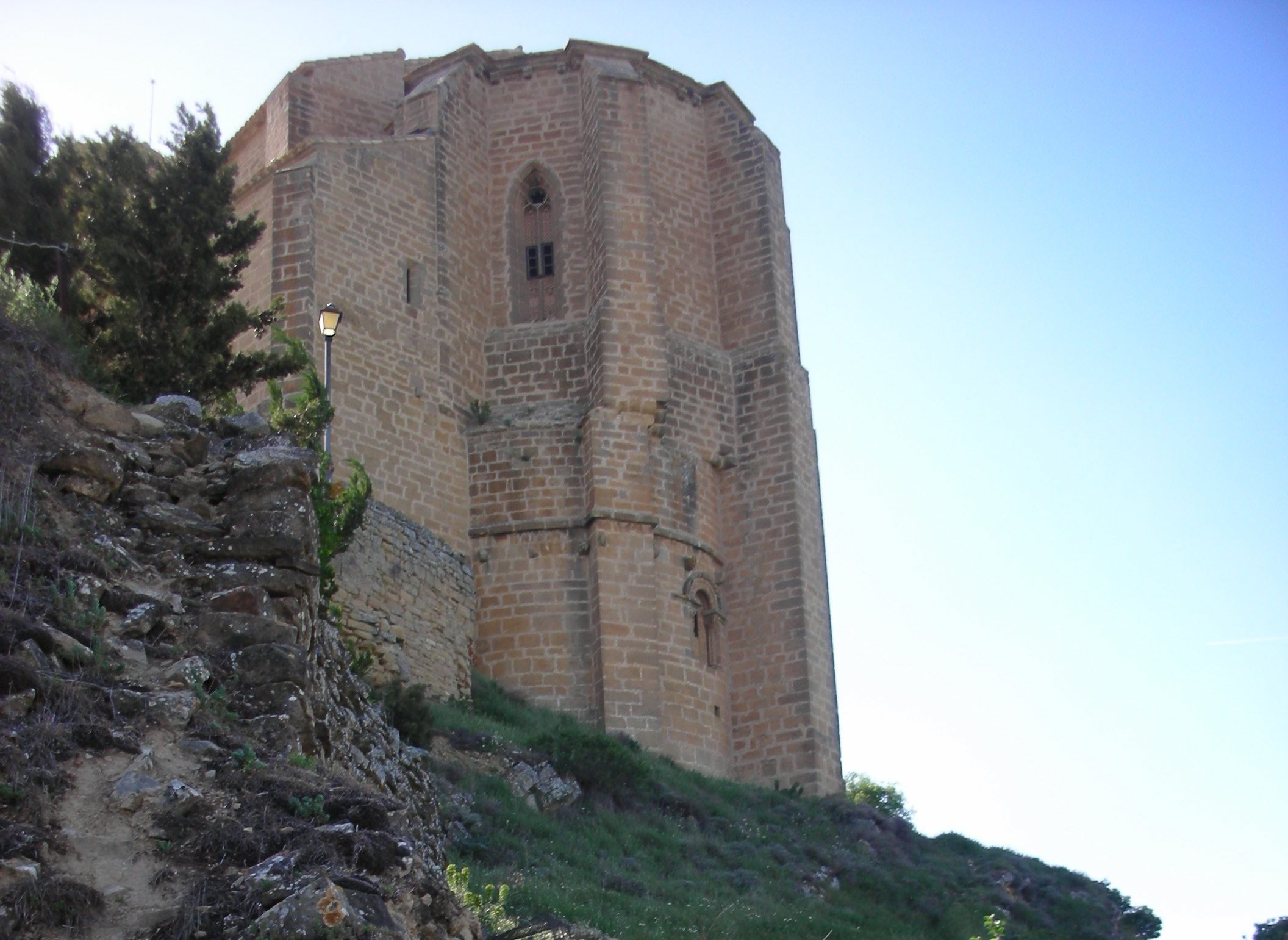
Apsis und Krypta von San Salvador

- Die spätromanisch-spätgotische Iglesia de San Salvador steht an einem Hang der höchsten Stelle des Ortes. Sie besitzt eine gewölbte Krypta. Das eigentliche Kirchenschiff (nave) stammt aus dem 15. Jahrhundert; es ist vergleichsweise hoch und von einem Sterngewölbe des 16. Jahrhunderts bedeckt. In der polygonal gebrochenen Apsis haben sich Freskenreste erhalten.[6]
- Unweit davon erhebt sich die aus exakt behauenen Steinen gefügte Außenmauer der ansonsten ruinierten Ermita de la Concepción (oder Ermita de Virgen de la Peña). Man vermutet, dass hier einst eine Burg (castillo) gestanden hat, von der auch die Steine stammen könnten.
- Die Iglesia de San Pedro entstand etwa zur gleichen Zeit wie die Oberkirche von San Salvador (16. Jahrhundert). Ein mehrfach gestuftes Archivoltenportal führt in die Kirche, deren Apsis ein Altarretabel (retablo) aus dem Jahr 1629 zeigt.